# Метеор (стадион, Жуковский)

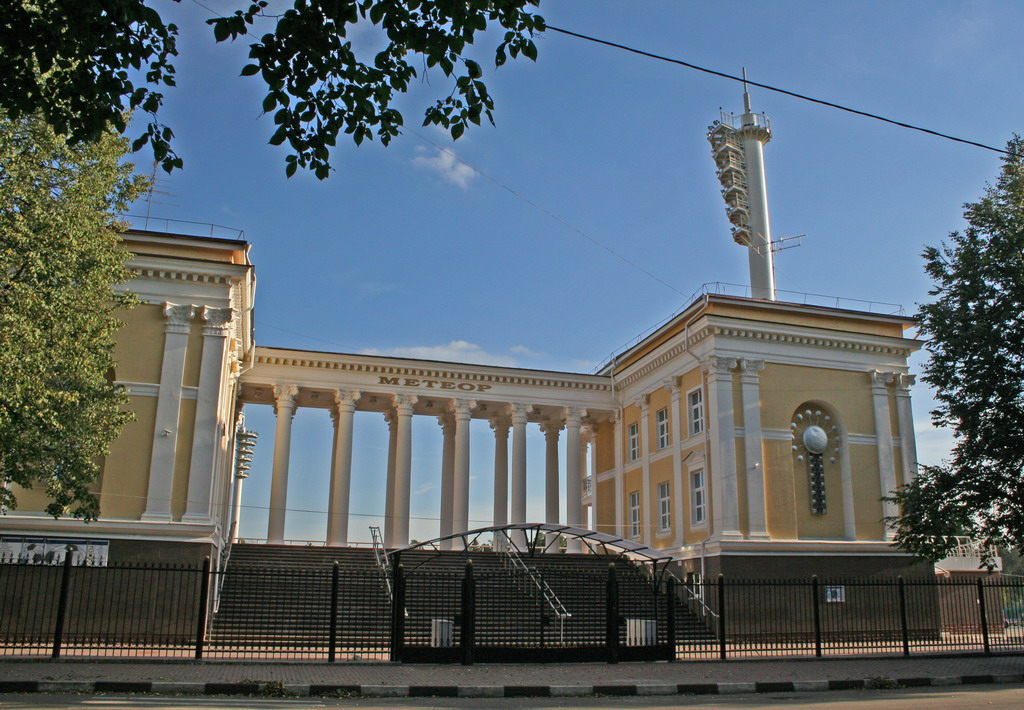
Вид со стороны улицы Пушкина

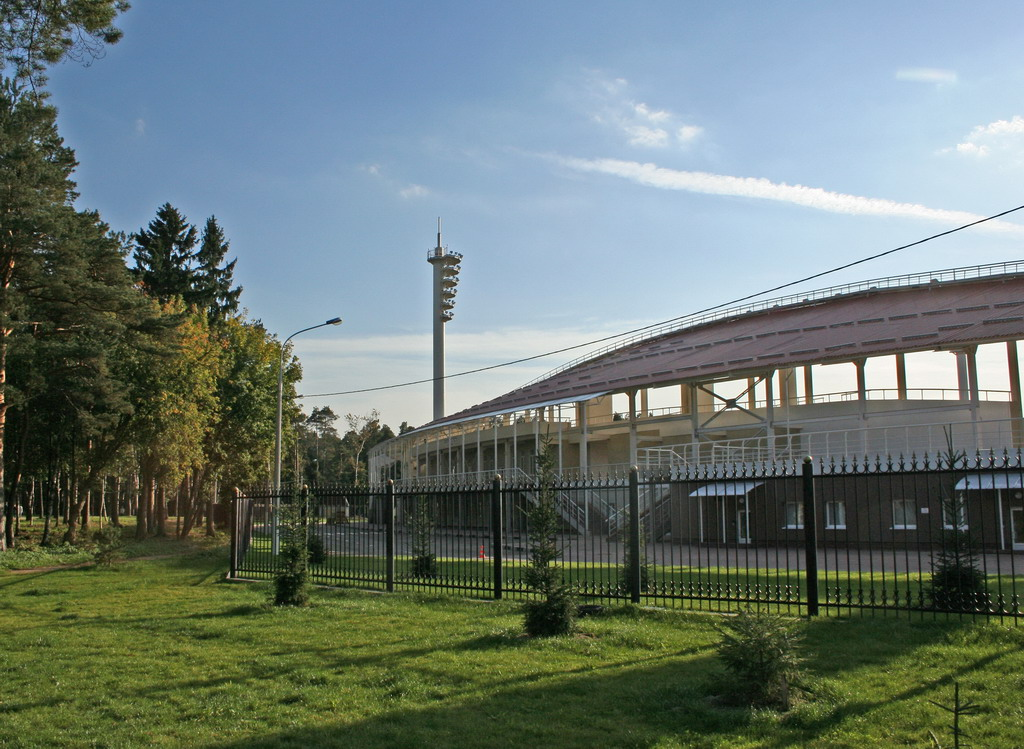
Вид со стороны ПКиО

«Метео́р»  — многоцелевой стадион в городе Жуковский Московской области. Вместимость 7000 зрителей.
Начиная с 2006 года, является местом проведения ежегодного легкоатлетического Мемориала братьев Знаменских.
С 2008 по 2010 год стадион «Метеор» был домашней ареной футбольного клуба ПФЛ «Сатурн-2».

## Основные характеристики стадиона
- Освещение: 1200 люкс
- Поле: 105 × 68 м
- Табло: 12,4 × 7.9 м
- Площадь подтрибунных помещений: 12 000 м²
- Имеет пластиковые сидения
- VIP-ложа 56 мест